# Стартап
Старта́п (от англ. startup company от start up дословно — «запускать») — компания с короткой историей операционной деятельности и анализа рынка.
Термин впервые использован в журнале Forbes в августе 1976 года и Business Week в сентябре 1977 года. Понятие закрепилось в языке в 1990-е годы и получило широкое распространение во время возникновения экономического пузыря доткомов. Стартап — это коммерческий проект, основанный на какой-либо идее и требующий финансирования для развития. В стартапы инвестируют прежде всего венчурные фонды. Это является крайне рискованным делом: указывается, что лишь 1 % стартапов достигает больших объёмов продаж и приносит инвесторам высокий возврат инвестиций. Создатели стартапа либо продают свои доли в успешном стартапе, либо сохраняют их для получения стабильного пассивного дохода (при этом у создателя стартапа часто остается менее 10 % капитала компании).

## Понятие
Создатель методики развития клиентов (англ. customer development) американский предприниматель Стивен Бланк определил стартапы как временные структуры, существующие для поиска воспроизводимой и масштабируемой бизнес-модели. Автор книги «Бережливый стартап» («Экономичный стартап») и идеолог интерактивного подхода в предпринимательстве Эрик Рис отмечает, что стартапом может быть названа организация, создающая новый продукт или услугу (продуктовую инновацию) в условиях высокой неопределённости. Предприниматель, венчурный капиталист и эссеист, основатель бизнес-акселератора Y Combinator Пол Грэм считает быстрый рост главной характеристикой стартапов (4 % — 7 % в неделю по ключевому показателю). Ему вторит сооснователь PayPal, первый инвестор Facebook Питер Тиль. Если стартап оказывается в состоянии стагнации, то превращается в компанию-зомби.
Формальными критериями для участников рейтингов стартапов обычно выступают возраст компании, число сотрудников, прибыль и её рост, наукоёмкий характер продукта, контроль основателей над компанией и оценка потенциала компании экспертным жюри. Однако Пол Грэм утверждает, что наличие технологической инновации и венчурного финансирования не имеет значения, а малый возраст не делает компанию стартапом. Частое использование понятия в контексте технологических компаний характеризует роль технологий в обеспечении устойчивого роста — но не подразумевает технологический характер как обязательную характеристику стартапа. С одной стороны, не всякое технологическое предпринимательство может считаться стартапом, это только этап развития компании,  с другой - не всякий стартап является технологическим, могут быть и нетехнологические.
Некоторые стартаперы рассматривают стартапы как культурный феномен — общие ценности всех членов команды и ощущение значимости вклада каждого сотрудника. Они утверждают, что сохранение этой культуры позволяет считать команду стартапом вне зависимости от размера и контроля основателей над компанией. 
В последнее время стартап часто рассматривают с точки зрения краудфандинга — это проект, созданный стартаперами для сбора коллективных средств для реализации общих ценностей.

## Этапы роста
Универсального подхода к описанию развития стартапов не существует. Различные модели разделяют этапы роста на основе принимаемых основателями решений, целей, к которым стремится компания, или привлечения внешнего финансирования.

### Развитие потребителя
Разработанная Стивеном Бланком в книге «Четыре шага к озарению» модель развития клиента основана на тестировании прототипа будущего продукта на потенциальных потребителях. Эта модель описывает четыре этапа, на протяжении которых стартап преобразуется в стабильную компанию:
- «Выявление потребителей», в течение которого стартап строит гипотезы о том, как его продукт решает проблемы потенциальных клиентов.
- «Верификация потребителей», этап проверки гипотез и подготовки плана продаж, маркетинговой стратегии, поиска ранних последователей компании. В случае неудачи на этом этапе стартап возвращается к выявлению своих потребителей.
- «Привлечение потребителей» после подтверждения полезности продукта компании. Стартап переходит к продажам продукта и инвестициям в маркетинг.
- «Создание компании» — конечная цель стартапа, создание формальной структуры компании и бизнес-процессов для дальнейшего развития.

Этот подход предполагает бережливое расходование средств и постепенное развитие стартапа. Сформулированный Бланком процесс развития потребителей в противовес развитию продукта стал краеугольным камнем философии бережливого стартапа Эрика Риса, отметившего ключевое значение выбора бизнес-модели. Универсальным инструментом для описания бизнес-моделей новых и уже действующих предприятий является канва бизнес-модели Александра Остервальдера и Ива Пинье, центральный элемент которой — создание ценности предложения для потребителя. Исследование гипотез о создаваемой ценности предложения проводится через работу с минимально жизнеспособным продуктом и альтернативными бизнес-моделями для этого продукта.

### Финансирование
Сложившаяся практика венчурных инвестиций предполагает несколько этапов финансирования стартапов, на каждом из которых компания привлекает достаточно средств для поддержания роста и достижения следующего раунда инвестиций. Поскольку инвестор получает доход от увеличения стоимости его доли в капитале компании, предполагается кратный рост компании между инвестиционными раундами, делающий стартап привлекательным для нового инвестора.
Большинство подходов к описанию этапов финансирования, с некоторыми вариациями, аналогичны представленному в эссе Пола Грэма «Как профинансировать стартап»:
- Посевные инвестиции — первый этап привлечения средств, на котором инвесторами зачастую выступают основатели стартапа, их родственники или друзья. В английском языке закрепилось сокращение 3 °F, описывающее первых инвесторов большинства стартапов — friends, family and fools (с англ. — «друзья, семья и дураки»)[21]. Первоначальные средства покрывают расходы команды на проживание, разработку бизнес-плана и прототипа будущего продукта. В исключительных случаях посевным инвестором выступает венчурный фонд — а сумма инвестиций увеличивается на порядок.
- Ангельские инвестиции предоставляют частные инвесторы, заинтересованные в участии в развитии компаний. Входящий в капитал компании бизнес-ангел обычно получает место в совете директоров и возможность блокировать решения основателей, которые сочтёт неразумными. На этом этапе стартап получает возможность расширить штат, закончить работу над первой версией продукта, привлечь первых клиентов — «ранних последователей»[англ.].
- Раунд «А» — привлечение средств венчурного фонда в компанию с работоспособным продуктом, клиентами и планами развития. Сумма инвестиций значительно превышает полученные прежде, и стартап начинает строить формальную структуру и расширяться. За раундом «А» могут последовать раунды «B», «C» и последующие — они обозначаются буквами латинского алфавита.Этапы финансирования стартапа

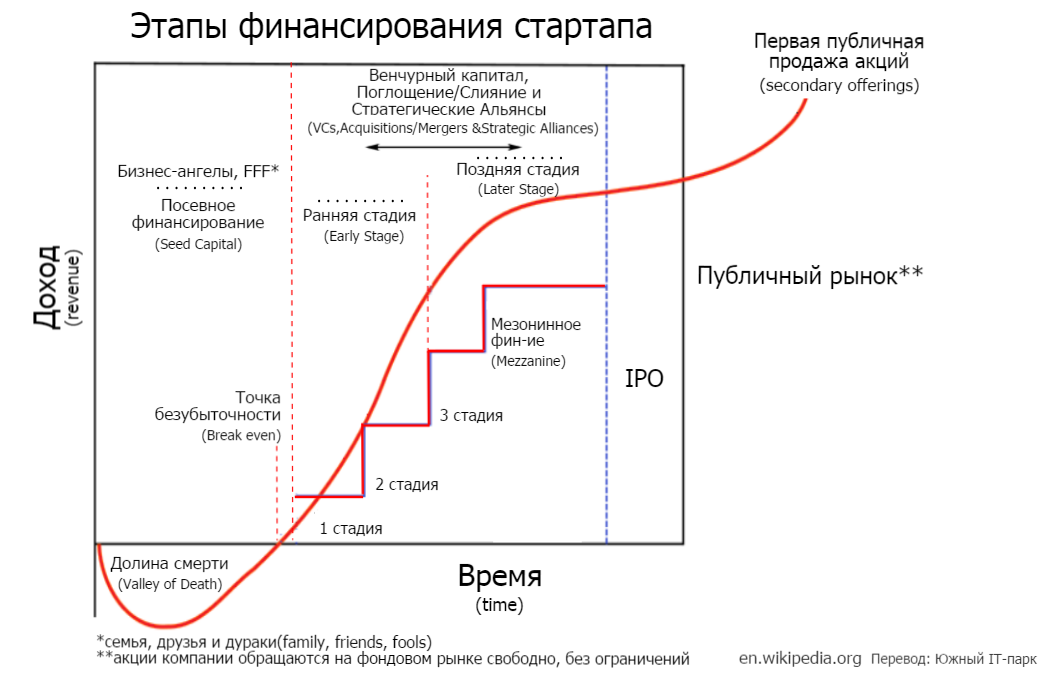
Этапы финансирования стартапа

Описанная в эссе Пола Грэма последовательность условна и служит примером. Работы других авторов дополняют эту модель. Например, профессор финансов в предпринимательстве калифорнийского колледжа Вестмонт и писатель Дэвид Ньютон отдельно отмечает этап привлечения заёмных средств, в том числе промежуточного кредита (также называемого бридж-кредитом) для погашения текущих обязательств стартапа. Ещё одним этапом привлечения финансирования является первичное публичное предложение, IPO — размещение акций компании на бирже. Выход на IPO обычно становится основной целью стартапа на поздних этапах развития.

### Другие подходы
Помимо описанных моделей, ориентированных на развитие потребителей и финансирование стартапов, существуют модели, фиксирующие изменения в бизнес-процессах или роли на рынке. Несмотря на использование разных критериев, все модели могут быть условно привязаны к общей временной шкале. Подобный гибридный подход к жизненному пути стартапа был предложен консалтинговой компанией Startup Commons в их модели развития стартапов.

## История явления
Исследование The Shift Index 2013 года, проведённое Deloitte Center, отметило снижение доходности активов американских компаний на 75 % в сорокапятилетнем промежутке между 1965 и 2008 годами при росте производительности труда. В то же время значительная часть экономического роста и создания рабочих мест после середины 1990-х годов пришлась на новые быстрорастущие технологические компании — Amazon, Google, Salesforce, VMware, Facebook, Twitter, Groupon и Zynga. В этот список также входит основанный в 1977 году Apple, изменивший стратегию развития после возвращения Стива Джобса к управлению компанией в 1997 году.
При ВВП Соединённых Штатов в пятнадцать триллионов долларов эти девять компаний новой технологической волны произвели около триллиона долларов нового национального продукта. Взрывной рост числа технологических, в частности, софтверных стартапов журнал The Economist сравнил с Кембрийским взрывом, резким увеличением биологического разнообразия в начале Палеозойской эры в результате скелетной революции. Изменение драйверов роста экономики на рубеже XX и XXI веков, повлёкшие за собой сдвиги во всех сферах жизни общества — от государственного управления, финансов и энергетики до образования, здравоохранения, науки и искусства легло в основу концепции новой информационной эры, пришедшей на смену индустриальной эпохе.
Стремительный рост новых технологических компаний на фоне упадка традиционного бизнеса был обусловлен рядом факторов — снижением порога входа на рынок новых компаний, либерализацией экономики, свободным доступом к информации, который обеспечило развитие всемирной сети, и изменением модели потребления в годы после Второй мировой войны. Например, низкая стоимость запуска интернет-стартапа и возможность быстрого развёртывания интернет-сервиса на основе облачной инфараструктуры сделала эту область одной из наиболее конкурентных. Глобализация создала условия для лёгкого выхода компаний на иностранные рынки, а такие компании как Google, Yelp или Amazon обеспечили потребителям беспрепятственный доступ к информации о товарах и услугах. eBay, Craiglist, Airbnb и Zipcar монетизировали тренд совместного потребления. Развитию стартапов способствует относительно низкая стоимость изменения направления развития компании в соответствии с условиями рынка и смена приоритетов венчурных капиталистов с поддержки единичных компаний на посевные инвестиции.
В отчёте об исследовании масштабов роста стартап-индустрии Silicon Valley Competitiveness and Innovation Project 2015, подготовленном Silicon Valley Leadership Group и исследовательским центром COECON, отмечено, что между 2003 и 2013 годами число патентов, зарегистрированных только компаниями из Кремниевой долины, удвоилось. DowJones VentureSource отчитался о 47 % росте объёма венчурных инвестиций в США в 2014 году за счёт многомиллионных вложений в стартапы, такие как Uber. Отчёт Kauffman Foundation, посвящённый влиянию новых быстрорастущих компаний на рынок труда, отмечает, что в 1977—2005 годах стартапы создали больше рабочих мест, чем традиционные компании, и больше рабочих мест, чем было закрыто традиционными компаниями за тот же период. Некоторые исследователи видят в существующем стартап-буме риск повторения кризиса доткомов. Другие полагают, что существующее положение рынка достаточно устойчиво, и оснований для возникновения «пузыря» нет.

## Экосистема
В поддержке стартапов участвуют университеты и бизнес-школы, технопарки, грантовые программы, сообщества бизнес-ангелов и фонды, бизнес-инкубаторы и акселераторы, площадки для краудфандинга и акционерного краудфандинга, отраслевые конференции и конкурсы, профессиональное сообщество. Их совокупность создаёт «экосистему», условия для создания и развития новых компаний.
Например, Массачусетский технологический институт сформировал вокруг себя инфраструктуру высокотехнологичного предпринимательства. Совокупный валовой продукт компаний, созданных студентами, выпускниками и преподавателями института за 50 лет, сопоставим с крупными мировыми экономиками. По данным на 1997 год эти компании предоставляли более 1,1 миллиона рабочих мест. В центре технологических инноваций при институте новые идеи могут получить грантовую поддержку на прототипирование и развитие, а прошедшие отбор прототипы становятся кейсами в программе iTeams (с англ. — «инновационные команды»), входящей в состав института школы менеджмента Sloan. В этой бизнес-лаборатории изучающие бизнес студенты экспериментируют с бизнес-моделями этих проектов и формируют их рыночное решение. Сформированные проекты могут получить менторскую поддержку в рамках существующего с 2000 года MIT’s Venture Mentoring Service или конкурсное финансирование в рамках проводимых институтом мероприятий и соревнований.
Другой пример стартап-экосистемы — Кремниевая долина, сформировавшаяся вокруг Стэнфордского университета и заводов крупных технологических корпораций и охватившая сорокакилометровую полосу побережья залива Сан-Франциско между городами Сан-Хосе и Пало-Альто. Долина является центром американского венчурного капитала. Здесь расположены центральные офисы 49 из 100 крупнейших фондов, поддерживающих стартапы на ранних этапах развития, и известные бизнес-акселераторы.
В рамках отчёта Startup Genome 2012 года исследователи составили список крупнейших в мире стартап-экосистем. Список возглавляет Кремниевая долина, за которой следуют Тель-Авив, Лос-Анджелес, Сиэтл, Нью-Йорк, Бостон, Лондон, Торонто, Ванкувер, Чикаго, Париж, Сидней, Сан-Паулу, Москва, Берлин, канадский Ватерлоо, Сингапур, Мельбурн, Бангалор и Сантьяго

### Стартап-экосистема в России
В 2020 году в России создано менее 10 тысяч новых высокотехнологичных компаний с ненулевой выручкой, а их число неуклонно сокращается: на 40 % в сравнении с 2015 годом. Под давлением кризиса, вызванного пандемией COVID-19, сокращение в 2020 году составило 21 %. Основная доля стартапов связаны с наукоемкими сервисами для бизнеса (B2B) и цифровыми технологиями. В 2020 году наибольшими темпами росло число стартапов в отраслях, связанных со здравоохранением — вдвое в фармацевтике и в 1.3 раза в производстве медицинских приборов.
Особенность российской стартап-экосистемы — значительная роль государства в её функционировании и развитии. Программа поддержки небольших компаний из научно-технической сферы была запущена Министерством экономического развития в 2005 году. В рамках программы было создано 20 региональных государственно-частных венчурных фондов, перешедших год спустя под управление созданной министерством Российской венчурной компании (РВК).
Среди основных государственных институтов поддержки стартапов Агентство стратегических инициатив, инновационный центр Сколково, Фонд развития интернет-инициатив. Российская венчурная компания (РВК) играет роль фонда фондов, выступая партнёром частных учреждений в формировании венчурных фондов и управляет собственным фондом посевных инвестиций. Крупные инкубаторы открываются при университетах — например, Высшей школе экономики, Финансовом университете при Правительстве РФ, Московском государственном университете. Технопарки и инновационные центры создаются в рамках амбициозных проектов — таких как Сколково или Иннополис. Впрочем, общее влияние на стартап-активность институтов развития, кластеров и технопарков колеблется невысоко.
Российское венчурное финансирование сосредоточено в Москве. Здесь расположены офисы крупных венчурных фондов и самые активные программы акселерации — акселератор ФРИИ, GenerationS, API Moscow, Fastlane, Farminers, Global TechInnovations, MetaBeta.
В отчёте Ernst&Young за 2014 год отмечено, что российские фонды фокусируются, в основном, на стартапах из области информационных технологий. Основные причины этого — большая интернет-аудитория, менее затратная инфраструктура поддержки проектов и интерес инвесторов к быстрому возврату вложенных средств.
Российские регионы существенно различаются по своим условиям и числу созданных технологических стартапов. В 2018 г. в 10 крупнейших регионах было создано около 58,2 % технологических стартапов, причем на Москву, Санкт-Петербург и Московскую область пришлось около 40 %. Большая часть стартапов сконцентрированы в крупнейших агломерациях, однако благодаря проактивной политике местных властей растет доля Ленинградской, Белгородской, Калининградской, Липецкой, Ульяновской и Калужской областей.
Стартап-активность в России, как и в развитых странах, зависит от концентрации человеческого капитала и благоприятного делового климата. Хотя доля вузовских стартапов (МИПов) не превышает трети процента от общего числа новых высокотехнологичных фирм с ненулевой выручкой, университеты играют стимулирующую роль за счет своих студентов и выпускников, в особенности STEM-специальностей (наука, технологии, инженерия, искусство, математика). Чем раньше в регионе появился вуз, тем выше стартап активность. Бюджетные затраты на исследования и разработки оказываются неэффективными с точки зрения создания стартапов, но рост частных НИОКР создает условия для возникновения их большего числа. Проведение проактивной политики по улучшению делового климата, измеряемая через индекс инвестклимата АСИ, способствует возникновению новых фирм. Ниже прирост стартапов в регионах с преобладанием крупных компаний и в центрах сырьевой добычи. Последнее может быть связано с проявлением эффекта «ресурсного проклятия».